# جون ألكسندر (سياسي أسترالي)
جون ألكسندر (بالإنجليزية: John Alexander)‏ هو سياسي أسترالي ولاعب كرة مضرب سابق. أصبح عضوا في البرلمان الأسترالي في 21 أغسطس 2010. وهو أيضا عضو في الحزب الليبرالي الأسترالي.

## وصلات خارجية
- جون ألكسندر على موقع رابطة محترفي التنس (الإنجليزية)
- جون ألكسندر على موقع الاتحاد الدولي لكرة المضرب (الإنجليزية)
- جون ألكسندر على موقع كأس ديفيز (الإنجليزية)
- جون ألكسندر على موقع اتحاد التنس الأسترالي (الإنجليزية)
- جون ألكسندر على موقع خلاصة التنس.كوم (الإنجليزية)

- الموقع الرسمي